# Caro Emerald
Caro Emerald, celým jménem Caroline Esmeralda van der Leeuw (26. dubna 1981, Amsterdam, Nizozemsko) je holandská pop-jazzová zpěvačka.

## Umělecká dráha
Caroline Esmeralda van der Leeuw se narodila 26. dubna 1981 v Amsterdamu. Nizozemsko.
Jazzový zpěv studovala na konzervatoři v Amsterdamu, kterou ukončila v roce 2005.
V roce 2007 začala spolupracovat s holandským producentem Janem van Wieringenem a autorem písní Davidem Schreursem. Píseň "Back It Up" napsal Schreurs spolu a kanadským tvůrcem písní Vincem Degiorgio. Autoři považovali zpěvačku za perfektní interpretku hudebního stylu písně. Single "Back It Up" byl vydán v roce 2009.

### Debutové album
Její debutové album Deleted Scenes from the Cutting Room Floor, vydané 29. ledna 2010 se v Nizozemí stalo nejprodávanějším albem roku. V Dutch Album Top 100 se drželo na prvním místě 27 týdnů, a o týden tak překonalo dosavadní rekord Michaela Jacksona s jeho albem Thriller.  Album se v prosinci 2011 stalo šestkrát platinové (prodáno více než 300 000) , alba bylo v té době prodáno více než 1 milion kopií.
Deleted Scenes From The Cutting Room Floor setrvaly v hitparádě 104 týdny, pak bylo album podle holandských pravidel odstraněno (album nesmí být v hitparádě déle než 2 roky), aby se vrátilo a vyšplhalo na 8. místo. Znovu se vrátit a bodovat v hitparádě může album, pokud je prodáváno za plnou cenu. Album zaznamenalo prodejní úspěchy i v celé Evropě.
Druhým singlem z alba byl "A Night Like This". Setrval na Dutch Top 40 26 týdnů a byl nejčastěji hranou písní v Holandsku roku 2010.
Album obsahuje 12 písní, které byly inspirovány filmovou hudbou 40. a 50. let a kombinují se zde jazzové prvky s nejnovějšími hudebními styly. Objevuje se zde ballroom jazz, filmové tango, groovin'jazz, mamba, album zní, jako by byla nahráno ve zlatých časech Hollywoodu.
Podle vyjádření zpěvačky na Twitteru název alba odkazuje na filmový průmysl, kde vystřižené a nepoužité scény končí na podlaze střižny a používá se pro ně termín "cutting room floor".
Filmový a optimistický styl hudby se nabízel k využití písní v televizních seriálech a reklamních kampaních. "A Night Like This" zní v traileru amerického seriálu The Playboy Club (2011), fantasy The Secret Circle (2011) a komedie 2 dny v New Yorku (2012). Byla také využita pro kampaň obchodní značky Martini. "That Man" zněla v televizní show Strictly Come Dancing, soutěži Dancing with the Stars a seriálu Upíří deníky.
V srpnu 2012 vydavatelství Grandmono oznámilo, že debutové album chtějí propagovat a vydat v USA.

### Druhé studiové album
The Shocking Miss Emerald je druhé studiové album, které bylo vydáno 3. května 2013, vydavatel Grandmono Records and Dramatico. Pilotní single "Tangled Up byl vydán 18. února 2013. Umístil se na 17. místě The Dutch Top 40. a na 77. místě UK Singles Chart. V Itálii dokonce dobyl Top 10.
Album provázejí příznivé kritiky. Simon Price z The Independent styl ohodnotil jako mix vintage jazzu a moderního hip hopu 
John Murphy napsal: "Tajemství úspěchu Emerald je snadné rozpoznat od prvních tónů jejího druhého alba. Nabízí se nejbližší srovnání s Imeldou May, také Emerald se pohodlně zabydlela v retro hudbě, nostalgickém typu bluesově -zabarveného jazzy-popu, který se jeví tak úspěšný pro současníky. Samozřejmě, že by mohla být obviněna z toho, že volí bezpečnou cestu (je pravda, že zde nenalezneme žádné skutečné překvapení), ale nelze popřít, že to, co dělá, dělá velmi dobře."

## Ocenění
- MTV Europe Music Awards Award for best Dutch and Belgian Act
- 26. dubna 2010: De Eerste Prijs
- 12. ledna 2011: European Border Breakers Award
- březen 2012: Echo (music award) Award Best International Newcomer

## Turné
V roce 2013 uskuteční Caro Emerald 33 vystoupení, nejen v evropských zemích a Spojeném království, ale také v Kanadě.